# Migliori stoppatori stagionali della NBA
Questa voce contiene la lista dei migliori stoppatori stagionali della NBA.
Il riconoscimento, assegnato al giocatore che al termine della stagione regolare ha la più elevata media-stoppate a partita (abbreviata in inglese con l'acronimo "BPG": blocks per game), è nato dalla stagione 1973–1974. Per poter concorrere al titolo di miglior stoppatore occorre che un giocatore abbia disputato almeno 70 partite o, in alternativa, abbia fatto registrare un minimo di 100 stoppate.

## Elenco vincitori
| * | Membro del Naismith Memorial Basketball Hall of Fame |

| Stagione  | Giocatore                | Pos. | Squadra                              | Partite giocate | Stoppate totali | Stoppate a partita | Note          |
| --------- | ------------------------ | ---- | ------------------------------------ | --------------- | --------------- | ------------------ | ------------- |
| 1973-1974 | Elmore Smith             | C    | Los Angeles Lakers                   | 81              | 393             | 4,85               | [ 3 ] [ 4 ]   |
| 1974-1975 | Kareem Abdul-Jabbar*     | C    | Milwaukee Bucks                      | 65              | 212             | 3,26               | [ 6 ] [ 7 ]   |
| 1975-1976 | Kareem Abdul-Jabbar* (2) | C    | Los Angeles Lakers                   | 82              | 338             | 4,12               | [ 7 ] [ 8 ]   |
| 1976-1977 | Bill Walton*             | C/A  | Portland Trail Blazers               | 65              | 211             | 3,25               | [ 10 ] [ 11 ] |
| 1977-1978 | George T. Johnson        | C/A  | New Jersey Nets                      | 81              | 274             | 3,38               | [ 12 ] [ 13 ] |
| 1978-1979 | Kareem Abdul-Jabbar* (3) | C    | Los Angeles Lakers                   | 80              | 316             | 3,95               | [ 7 ] [ 14 ]  |
| 1979-1980 | Kareem Abdul-Jabbar* (4) | C    | Los Angeles Lakers                   | 82              | 280             | 3,41               | [ 7 ] [ 15 ]  |
| 1980-1981 | George T. Johnson (2)    | C/A  | San Antonio Spurs                    | 82              | 278             | 3,39               | [ 13 ] [ 16 ] |
| 1981-1982 | George T. Johnson (3)    | C/A  | San Antonio Spurs                    | 75              | 234             | 3,12               | [ 13 ] [ 17 ] |
| 1982-1983 | Tree Rollins             | C    | Atlanta Hawks                        | 80              | 343             | 4,29               | [ 18 ] [ 19 ] |
| 1983-1984 | Mark Eaton               | C    | Utah Jazz                            | 82              | 351             | 4,28               | [ 20 ] [ 21 ] |
| 1984-1985 | Mark Eaton (2)           | C    | Utah Jazz                            | 82              | 456             | 5,56               | [ 21 ] [ 22 ] |
| 1985-1986 | Manute Bol               | C    | Washington Bullets                   | 80              | 397             | 4,96               | [ 23 ] [ 24 ] |
| 1986-1987 | Mark Eaton (3)           | C    | Utah Jazz                            | 79              | 321             | 4,06               | [ 21 ] [ 25 ] |
| 1987-1988 | Mark Eaton (4)           | C    | Utah Jazz                            | 82              | 304             | 3,71               | [ 21 ] [ 26 ] |
| 1988-1989 | Manute Bol (2)           | C    | Golden State Warriors                | 80              | 345             | 4,31               | [ 24 ] [ 27 ] |
| 1989-1990 | Hakeem Olajuwon*         | C    | Houston Rockets                      | 82              | 376             | 4,59               | [ 28 ] [ 29 ] |
| 1990-1991 | Hakeem Olajuwon* (2)     | C    | Houston Rockets                      | 56              | 221             | 3,95               | [ 29 ] [ 31 ] |
| 1991-1992 | David Robinson*          | C    | San Antonio Spurs                    | 68              | 308             | 4,49               | [ 32 ] [ 33 ] |
| 1992-1993 | Hakeem Olajuwon* (3)     | C    | Houston Rockets                      | 82              | 342             | 4,17               | [ 29 ] [ 34 ] |
| 1993-1994 | Dikembe Mutombo*         | C    | Denver Nuggets                       | 82              | 336             | 4,10               | [ 35 ] [ 36 ] |
| 1994-1995 | Dikembe Mutombo* (2)     | C    | Denver Nuggets                       | 82              | 321             | 3,91               | [ 36 ] [ 37 ] |
| 1995-1996 | Dikembe Mutombo* (3)     | C    | Denver Nuggets                       | 74              | 332             | 4,49               | [ 36 ] [ 38 ] |
| 1996-1997 | Shawn Bradley            | C    | New Jersey Nets Dallas Mavericks     | 73              | 248             | 3,40               | [ 40 ] [ 41 ] |
| 1997-1998 | Marcus Camby             | C/A  | Toronto Raptors                      | 63              | 230             | 3,65               | [ 43 ] [ 44 ] |
| 1998-1999 | Alonzo Mourning *        | C    | Miami Heat                           | 46              | 180             | 3,91               | [ 46 ] [ 47 ] |
| 1999-2000 | Alonzo Mourning * (2)    | C    | Miami Heat                           | 79              | 294             | 3,72               | [ 47 ] [ 48 ] |
| 2000-2001 | Theo Ratliff             | C/A  | Philadelphia 76ers                   | 50              | 187             | 3,74               | [ 50 ] [ 51 ] |
| 2001-2002 | Ben Wallace*             | C/A  | Detroit Pistons                      | 80              | 278             | 3,48               | [ 52 ] [ 53 ] |
| 2002-2003 | Theo Ratliff (2)         | C/A  | Atlanta Hawks                        | 81              | 262             | 3,23               | [ 51 ] [ 54 ] |
| 2003-2004 | Theo Ratliff (3)         | C/A  | Atlanta Hawks Portland Trail Blazers | 85              | 307             | 3,61               | [ 51 ] [ 55 ] |
| 2004-2005 | Andrej Kirilenko         | A    | Utah Jazz                            | 41              | 136             | 3,32               | [ 57 ] [ 58 ] |
| 2005-2006 | Marcus Camby (2)         | C/A  | Denver Nuggets                       | 56              | 184             | 3,29               | [ 44 ] [ 60 ] |
| 2006-2007 | Marcus Camby (3)         | C/A  | Denver Nuggets                       | 70              | 231             | 3,30               | [ 44 ] [ 61 ] |
| 2007-2008 | Marcus Camby (4)         | C/A  | Denver Nuggets                       | 79              | 285             | 3,61               | [ 44 ] [ 62 ] |
| 2008-2009 | Dwight Howard            | C    | Orlando Magic                        | 79              | 231             | 2,92               | [ 63 ]        |
| 2009-2010 | Dwight Howard (2)        | C    | Orlando Magic                        | 82              | 228             | 2,78               | [ 63 ]        |
| 2010-2011 | Andrew Bogut             | C    | Milwaukee Bucks                      | 65              | 168             | 2,58               | [ 65 ]        |
| 2011-2012 | Serge Ibaka              | A    | Oklahoma City Thunder                | 66              | 241             | 3,65               | [ 67 ]        |
| 2012-2013 | Serge Ibaka (2)          | A    | Oklahoma City Thunder                | 80              | 242             | 3,03               | [ 67 ]        |
| 2013-2014 | Anthony Davis            | A    | New Orleans Pelicans                 | 67              | 189             | 2,82               | [ 68 ]        |
| 2014-2015 | Anthony Davis (2)        | A    | New Orleans Pelicans                 | 68              | 200             | 2,94               | [ 68 ]        |
| 2015-2016 | Hassan Whiteside         | C    | Miami Heat                           | 73              | 269             | 3,68               | [ 69 ]        |
| 2016-2017 | Rudy Gobert              | C    | Utah Jazz                            | 81              | 214             | 2,64               | [ 70 ]        |
| 2017-2018 | Anthony Davis (3)        | A    | New Orleans Pelicans                 | 75              | 193             | 2,57               | [ 68 ]        |
| 2018-2019 | Myles Turner             | C    | Indiana Pacers                       | 74              | 199             | 2,69               | [ 71 ]        |
| 2019-2020 | Hassan Whiteside (2)     | C    | Portland Trail Blazers               | 67              | 183             | 2,93               | [ 72 ]        |
| 2020-2021 | Myles Turner (2)         | C    | Indiana Pacers                       | 47              | 159             | 3,38               | [ 71 ]        |
| 2021-2022 | Jaren Jackson Jr.        | C    | Memphis Grizzlies                    | 78              | 177             | 2,27               | [ 73 ]        |
| 2022-2023 | Jaren Jackson Jr. (2)    | C    | Memphis Grizzlies                    | 63              | 189             | 3,00               | [ 74 ]        |
| 2023-2024 | Victor Wembanyama        | C    | San Antonio Spurs                    | 71              | 254             | 3,58               | [ 75 ]        |
| 2024-2025 | Victor Wembanyama (2)    | C    | San Antonio Spurs                    | 46              | 176             | 3,83               | [ 75 ]        |

## Statistiche

### Plurivincitori
| Titoli vinti | Nome                |
| ------------ | ------------------- |
| 4            | Mark Eaton          |
| 4            | Kareem Abdul-Jabbar |
| 4            | Marcus Camby        |
| 3            | George T. Johnson   |
| 3            | Dikembe Mutombo     |
| 3            | Theo Ratliff        |
| 3            | Hakeem Olajuwon     |
| 3            | Anthony Davis       |
| 2            | Alonzo Mourning     |
| 2            | Manute Bol          |
| 2            | Dwight Howard       |
| 2            | Serge Ibaka         |
| 2            | Hassan Whiteside    |
| 2            | Myles Turner        |
| 2            | Jaren Jackson Jr.   |
| 2            | Victor Wembanyama   |

### Record
- Mark Eaton detiene il record assoluto per il maggiore numero di stoppate (456) e media-stoppate (5,56) in una singola stagione, quella 1984-1985.[1]
- Manute Bol detiene il record di totale più elevato e miglior media per un rookie (397 e 5,0) nell'annata 1985-1986.[1]
- Dikembe Mutombo e Marcus Camby sono gli unici ad aver vinto 3 titoli di miglior stoppatore consecutivamente.
- Due soli giocatori si sono aggiudicati questo riconoscimento nello stesso anno in cui hanno vinto il titolo NBA: Bill Walton nel 1977 coi Portland Trail Blazers e Kareem Abdul-Jabbar nel 1980 coi Los Angeles Lakers.
- Kareem Abdul-Jabbar è l'unico giocatore ad aver vinto il premio di miglior giocatore della stagione regolare essendone stato anche il leader in stoppate: è accaduto due volte, nel 1976 e nel 1980.

### Leader della lega in rimbalzi e stoppate
Cinque giocatori sono riusciti a concludere una stagione NBA con la miglior media-stoppate e contemporaneamente la miglior media rimbalzi:
- Kareem Abdul-Jabbar: 1975-1976 (anche MVP)
- Bill Walton: 1976-1977 (anche campione NBA)
- Hakeem Olajuwon: 1989-1990
- Ben Wallace: 2001-2002
- Dwight Howard: 2008-2009 e 2009-2010